# Siungnuové
Siungnuové (čínsky v českém přepisu Siung-nu, pchin-jinem Xiōng nú, znaky 匈奴) byl starověký kočovný kmenový svaz žijící severně od Číny na území dnešního Vnitřního a Vnějšího Mongolska. Původ a jazyková a etnická příslušnost Siungnuů je předmětem diskuzí, většina historiků se přiklání k názoru o jejich turkickém původu, navrhována je však i příslušnost k národům jiných jazykových skupin: mongolské, tunguzské, uralské, jenisejské či íránské. Tyto možnosti se však nemusejí vázejmně vylučovat; je poměrně pravděpodobné, že kmenový svaz Siungnu tvořily kmeny různého jazykového původu.

## Historie

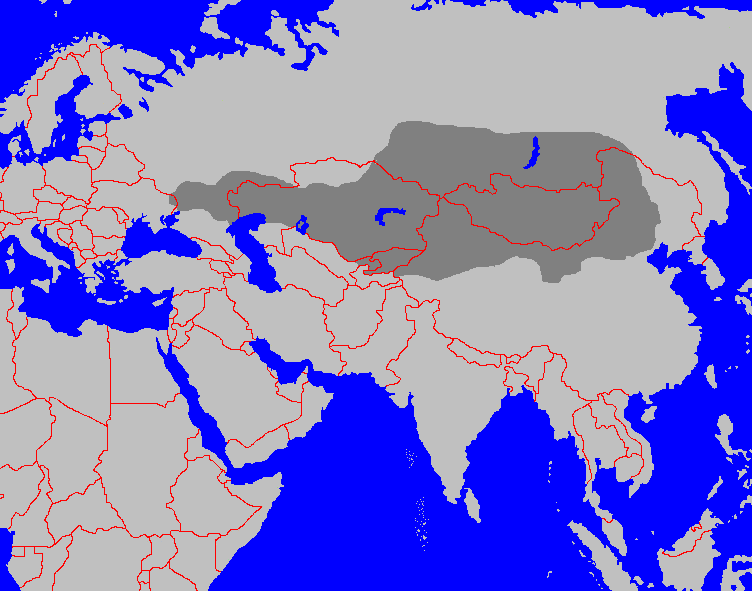
Zóna vlivu Siung-nuů ve 2. století př. n. l. Hlavní Město: Longcheng

Historie Siungnuů je známa především z čínských zdrojů. Podle nich žili severně od Číny v Ordosu a přilehlých stepích. Roku 215 př. n. l. je armáda čínské říše Čchin vytěsnila z Ordosu na sever do Mongolska. O několik let později siungnuského vládce, šan-jüa Tchou-mana svrhl jeho syn Mo-tu (vládl 209–174 př. n. l.), který se stal zakladatelem siungnuské říše, když si podrobil kmenový svaz východních Chuů ve východním Mongolsku a Mandžusku, jihosibiřské Ting-lingy a Jüe-č’y v Kan-su a Tarimu. Siungnuové tak získali převahu v stepích mezi Sibiří a Čínou. S čínskou říší Chan (206 př. n. l. – 220 n. l.) měli složité vztahy, kolísající mezi mírovým soužitím a obchodem podepřeným diplomatickými dohodami, chanskými pokusy o podrobení si Siungnuů a siungnuskými nájezdy do Číny.
V 1. století př. n. l. byli součástí siungnuských kmenů nejen kočovní pastevci, ale i početné skupiny rolníků pěstujících proso, ječmen a pšenici, a řemeslníků, vyrábějících zbraně a nástroje ze železa a bronzu. Vládcem Siungnuů byl šan-jü, níže stáli moudrý princ nalevo (následník trůnu) a napravo, a poté celá řada hodnostářů, vždy zleva a zprava (postupně princ lu-li, maršál, vojenský velitel oblasti, majordomus, kníže ku-tu; ještě níže pak náčelníci 24 siungnuských kmenů a velitelé tisíců, stovek a desítek.
Říše Chan získala v dlouhých válkách, především za císaře Wu-tiho (vládl 141–87 př. n. l.) nad Siungnuy převahu a ti se od poloviny 1. století př. n. l. stali na Chanech závislými. V souvislosti z občanskou válkou v Číně na přelomu letopočtu (Wang Mang) se Siungnuům podařilo získat nezávislost, ale od poloviny 1. století se rozpadli na severní a jižní, přičemž jižní Siungnuové se usadili podél čínských hranic a stali se chanskými vazaly. Počátkem 4. století se zamíchali do bojů v severní Číně a založili několik z tzv. „šestnácti barbarských států“ (Severní Chan, Rané Čao, Severní Liang, Sia) existujících v severní Číně ve 4. a 5. století.
Severní Siungnuové podlehli v bojích se svými sousedy a ustoupili do Džungarska, mongolské stepi poté ovládli Sienpiové. V polovině 2. století odešli i z Džungarska. Část se usadila v Sedmiříčí, kde založili stát Jüe-pan, v 80. letech 5. století zničený Teleuty; jiná skupina patrně odešla dále na západní Sibiř, kde smíšením s ugrickými kmeny dali vznik Hunům.